# 冲击反应模式
冲击—反应模式（英語：impact-response model），又名冲击—回应模式、冲击—反应理论、衝擊—反應範式或冲击—反应论，由美国历史学家费正清提出，指中国的发展是因為西方对中国进行冲击而产生的反应。

## 内容
近代中国长期处于由自给自足的封建经济和程朱理学等传统思想所构成的静态、停滞状态；而西方在资产阶级革命后，通过工业革命实现了生产力的飞速发展，构成了一个动态、先进和不断变革的社会。根据这一模式，西方的多方面冲击——包括政治、经济、军事和文化等领域的压力——迫使中国这个原本内生动力不足的社会必须作出反应，从而引发一系列历史变革，推动中国步入近代化的进程。
然而，这种反应往往表现为一种被动和局限性的调整，因为中国传统体制和思想根深蒂固，导致其对外部冲击的吸收和转化并不彻底或顺畅。也就是说，单纯依赖外部冲击来推动内部变革，容易忽略中国内部固有的惰性与结构性阻力，从而使得中国近代化的转型进程既曲折又迟缓。
这种模式强调，理解中国近代社会转型必须同时关注外部因素（西方现代化进程所产生的巨大冲击）与内部因素（传统体制和文化所固有的惰性）的有机结合，只有两者综合考量，才能较为全面地揭示中国历史变迁的真实面貌。

## 例证
- 第二次鸦片战争（冲击）——洋务运动（反应）
- 中日甲午战争（冲击）——戊戌变法（反应）
- 八国联军侵华战争（冲击）——辛亥革命（反应）
- 《凡尔赛和约》侵犯中国主权（冲击）——五四运动（反应）

## 后期修改
后来，费正清对该理论进行了修改，认为中国的发展更重要的原因还是自身的经济、政治等多反面的发展，西方的冲击是次要的，而且是有限的。

## 尾注
1. ↑  有时加上引号，即“冲击—反应”模式；有时也会去掉中间的连接符，作“冲击反应模式”。
2. ↑  有时加上引号，即“冲击—回应”模式；有时也会去掉中间的连接符，作“冲击回应模式”。
3. ↑  有时加上引号，即“冲击—反应”理论；有时也会去掉中间的连接符，作“冲击反应理论”。
4. ↑  有时加上引号，即“冲击—反应”範式；有时也会去掉中间的连接符，作“冲击反应範式”。
5. ↑  有时加上引号，即“冲击—反应”论；有时也会去掉中间的连接符，作“冲击反应论”。